# Güemes (España)
Güemes es una localidad del municipio de Bareyo (Cantabria, España). Está situada en un pequeño valle de su mismo nombre ya que es recorrido por los arroyos Rumego, Cabra, las Calderas y Liermo, que confluyen para unirse en Meruelo al arroyo Aguachica, afluente del río Campiazo.
La localidad se sitúa a 1,6 kilómetros de la capital municipal Ajo, y a 71 metros sobre el nivel del mar. En el año 2023, contaba con 299 habitantes (INE).
Entre los monumentos religiosos del lugar se cuentan la iglesia parroquial de San Vicente, levantada y remodelada en los siglos XVI-XVII, y la ermita de San Julián, del siglo XVII. Es de destacar la presencia de casas en hilera que responden a los tipos de arquitectura popular, ubicadas en los barrios de Gargollo, Villanueva y el Cagigal. 

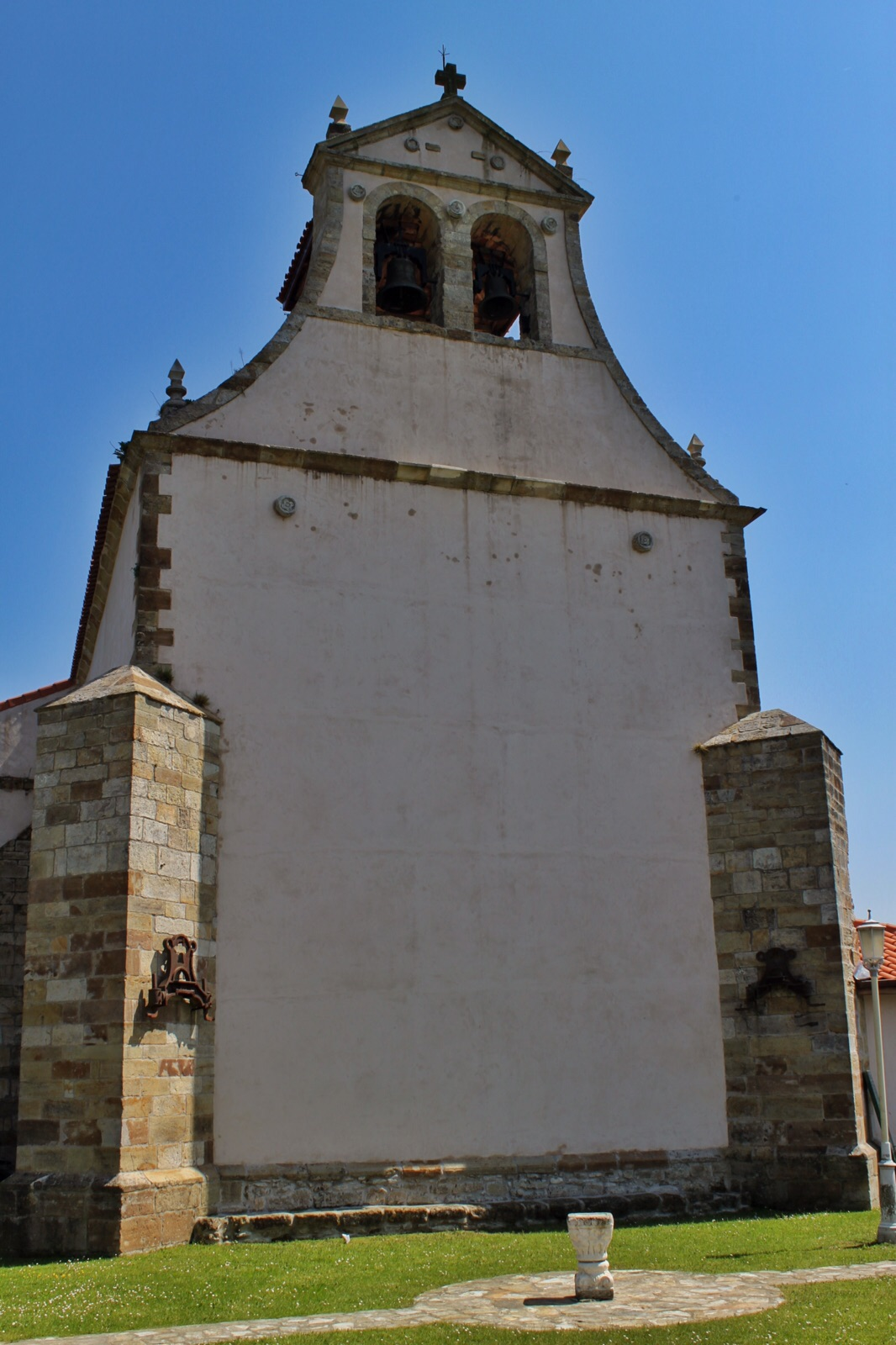
Fachada de la Iglesia de San Vicente Mártir

Tiene una pequeña historia desde prácticamente toda su existencia, que trata sobre unos túneles que cruzaban todo el pueblo en plena guerra, dicen que puede tener un valor incalculable entre armas y todo tipo cosas. Sí que es verdad que hay túneles porque las radiaciones térmicas lo detectan, lo que no se sabe es lo que hay dentro.
De Güemes proceden los maestros de cantería Gonzalo Güemes Bracamonte (siglos XVI-XVII), Francisco de Viadero (siglo XVII), García de Güemes (siglo XVI), Pedro de Cereceda (siglos XVII-XVIII) y la familia Güemes Campero, antecesores del prócer de Argentina Martín Miguel de Güemes.
El nombre aparece en una escritura del año 1084 (Guemes). 
- Datos: Q5890478
- Multimedia: Güemes (Bareyo) / Q5890478